# Imatge termoacústica

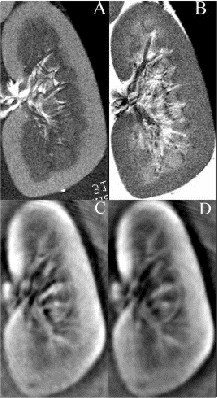
Fig. 1. A baix: les primeres imatges termoaústiques en 3D del teixit biològic (ronyó de xai). A dalt: ressonància magnètica del mateix ronyó.

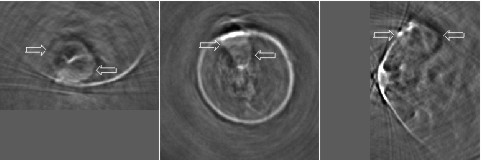
Fig. 2: Primera imatge termoacústica 3D del càncer de mama. D'esquerra a dreta: vistes axial, coronal i sagital del càncer (fletxes).

La imatge termoacústica va ser proposada originalment per Theodore Bowen el 1981 com una estratègia per estudiar les propietats d'absorció del teixit humà utilitzant pràcticament qualsevol tipus de radiació electromagnètica. Però Alexander Graham Bell va informar per primera vegada el principi físic sobre el qual es basa la imatge termoacústica un segle abans. Va observar que el so audible es podia crear il·luminant un feix intermitent de llum solar sobre una làmina de goma. Poc després de la publicació del treball de Bowen, altres investigadors van proposar una metodologia per a la imatge termoacústica mitjançant microones. L'any 1994, els investigadors van utilitzar un làser infrarojo per produir les primeres imatges termoacústiques d'absorció òptica d'infrarojos propers en un fantasma que imitava teixits, encara que en dues dimensions (2D). L'any 1995, altres investigadors van formular un algorisme de reconstrucció general pel qual es podien calcular imatges termoacústiques 2D a partir de les seves "projeccions", és a dir, la tomografia computada termoacústica (TCT). El 1998, els investigadors del Centre Mèdic de la Universitat d'Indiana van estendre la TCT a 3D i van utilitzar microones polsats per produir les primeres imatges termoacústiques totalment tridimensionals (3D) de teixit biològic [un ronyó de xai extirpat (Fig. 1)]. L'any següent van crear les primeres imatges termoacústiques totalment 3D del càncer al pit humà, de nou utilitzant microones polsats (Fig. 2). Des d'aleshores, la imatge termoacústica ha guanyat una gran popularitat a les institucions de recerca de tot el món. A partir de 2008, tres empreses estaven desenvolupant sistemes comercials d'imatge termoacústica: Seno Medical, Endra, Inc. i OptoSonics, Inc.
El so, que es propaga com una ona de pressió, es pot induir en pràcticament qualsevol material, inclòs el teixit biològic, sempre que s'absorbeix energia electromagnètica variable en el temps. La radiació estimulant que indueix aquestes ones acústiques generades tèrmicament pot estar en qualsevol part de l'espectre electromagnètic, des de partícules ionitzants d'alta energia fins a ones de ràdio de baixa energia. El terme "fotoacústica" (vegeu imatge fotoacústica en biomedicina) s'aplica a aquest fenomen quan la radiació estimulant és òptica, mentre que "termoacústica" és el terme més general i fa referència a totes les fonts radiants, incloses les òptiques.